# Юг-Бернар Маре
Юг-Бернар Маре (фр. Hugues Bernard Maret, *22 червня 1763 —†13 травня 1839) — французький політичний діяч, герцог Бассано.

## Життєпис
Народився у 1763 році у Діжоні (Бургундія, Франція) у родині лікаря Маре. Отримав правничі знання у себе на батьківщині. Спочатку працював адвокатом у парламенті Бургундії, а у 1788 році переїздить до Парижа. З початком Великої Французької революції активно брав участь у політичних подіях. Стає одним із засновників Клубу фельянів. Підтримав повалення у 1792 році монархії. Згодом виконує дипломатичну місію Французької республіки у Лондоні. У 1793 році призначається послом до Неаполітанського королівства. Втім на шляху до місця службу у містечку Новате-Меццола був захоплений австрійцами. Маре звільнився лише у 1795 році, коли його обміняли на Марію—Терезу, доньку колишнього короля Людовика XVI.
По поверненню до Франції знову служить у міністерстві закордонних справ. За час Єгипетського походу Наполеона Бонапарта веде перемовини з Великою Британією щодо укладання мирного договору. Підтримав заколот Бонапарта 18 брюмера 1799 року. Незабаром після цього стає державним секретарем Першого консула. також став прихильником встановлення Французької імперії. Завдяки цьому у 1803 році стає членом Французької академії. Наполеон I у 1809 році надав Югу-Бернару Маре титул графа Імперії, а незабаром того ж року герцога Бассано. У 1811 році призначається міністром закордонних справ. Під час своєї каденції активно сприяв закріпленню за Францією захоплених Наполеоном володінь. Завдяки його діяв укладено союзи з Прусією та Австрією. Супроводжував Бонапарта у поході до Росії. Після поразок імператора у 1813 році пішов у відставку. Під час Ста днів перейшов на бік Наполеона Бонапарта. За це одним з перших став пером Франції.
Після другого відновлення династії Бурбонів Маре було заслано до Грацу. У 1816 році Юг-Бернар Маре був викликаний з Французької академії. Повернувся до Франції він лише у 1820 році. Втім зберігав опозиційність до Бурбонів. у 1829 році Маре хотіли відновити у званні академіка, але той відмовився. У 1830 році став прихильником короля Луї-Філіппа I, який у 1831 році відновив його перство. У 1832 році стає членом академії моральних та політичних наук. З 10 листопада до 18 листопада 1834 року був прем'єр-міністром (після Жерара). Помер у Парижі у своєму будинку на вулиці Рю Сен-Лазар 13 травня 1839 року. Похований на цвинтарі Пер-Лашез.

## Родина
Дружина — Марія—Мадалена Лежас-Карпентьє (1780—1827)
Діти:
- Наполеон (1803—1898), герцог Бассано
- Євген (1806—1867), граф, маркіз
- Марія-Луїза (1810—1845)
- Гортензія-Євгенія-Клара (1812—1882).